# 伊贝马
伊贝马是巴西巴拉那州的一个市镇。总面积145.442平方公里，总人口6124人，人口密度42.1人/平方公里。